# 준전차

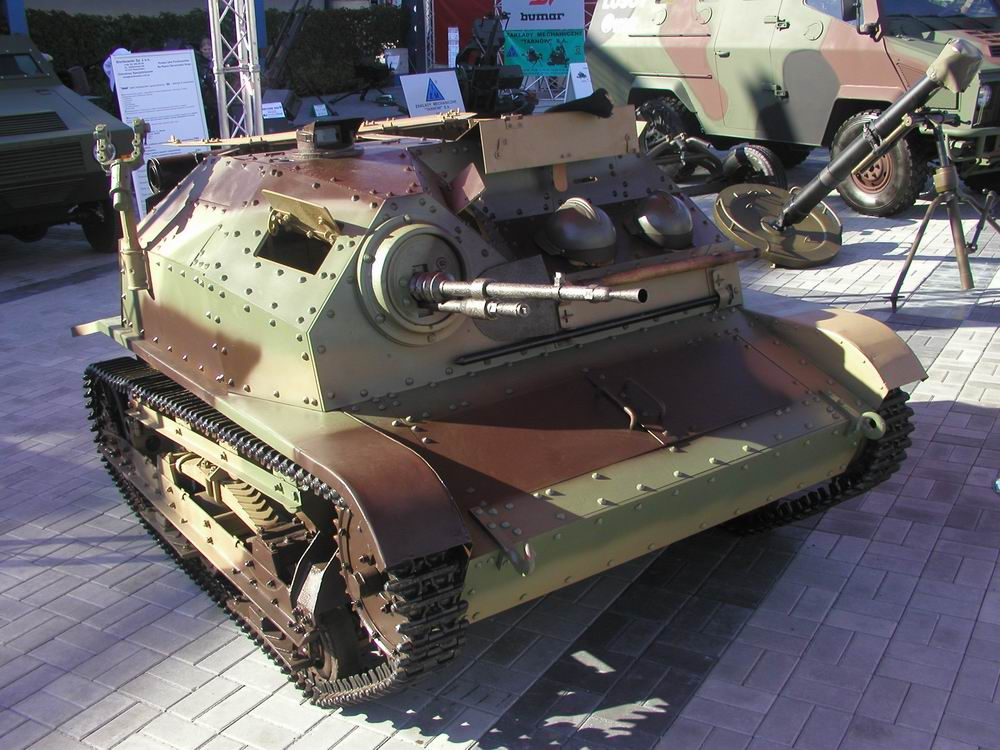
폴란드의 TKS 준전차

준전차(tankette)는 무한궤도를 장착한 기갑전투차량의 일종이다. 일반 자동차 크기로 매우 작게 만든 전차를 닮았다. 주로 경보병 지원과 정찰용으로 개발되었다. 매우 작은 전차를 구어적으로 탱켓이라고 부르기도 한다.
준전차는 1920년대에서 1940년대 사이에 많이 설계 및 제작되었고, 제2차 세계 대전 기간 동안 투입되었다. 그러나 경전차보다도 장갑이 약한 준전차는 곧 기갑전에 적합치 않음이 드러났고 도태되었다.

## 같이 보기
- 경전차